# Villa Il Palagio di Maiano

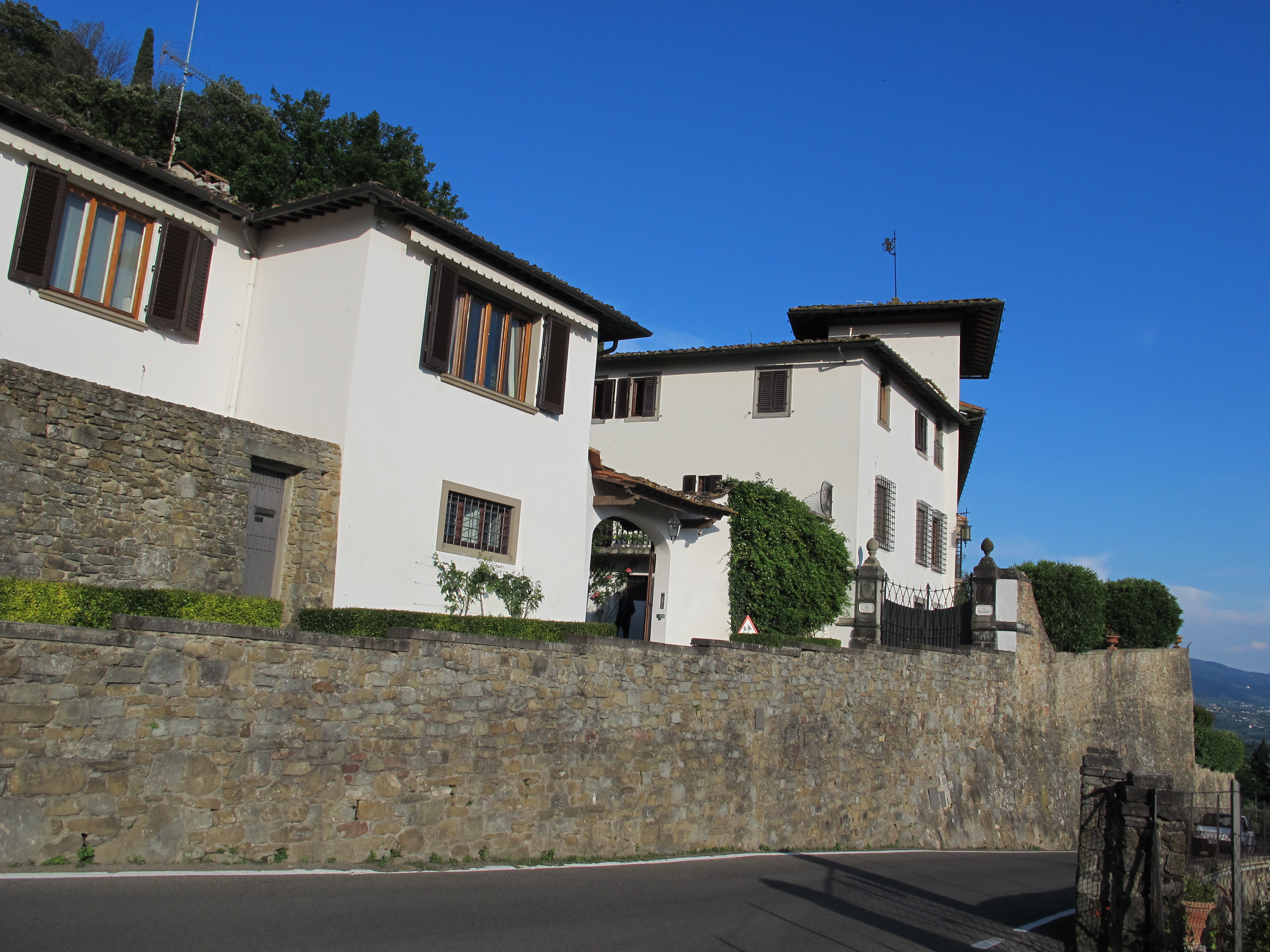
Ingresso

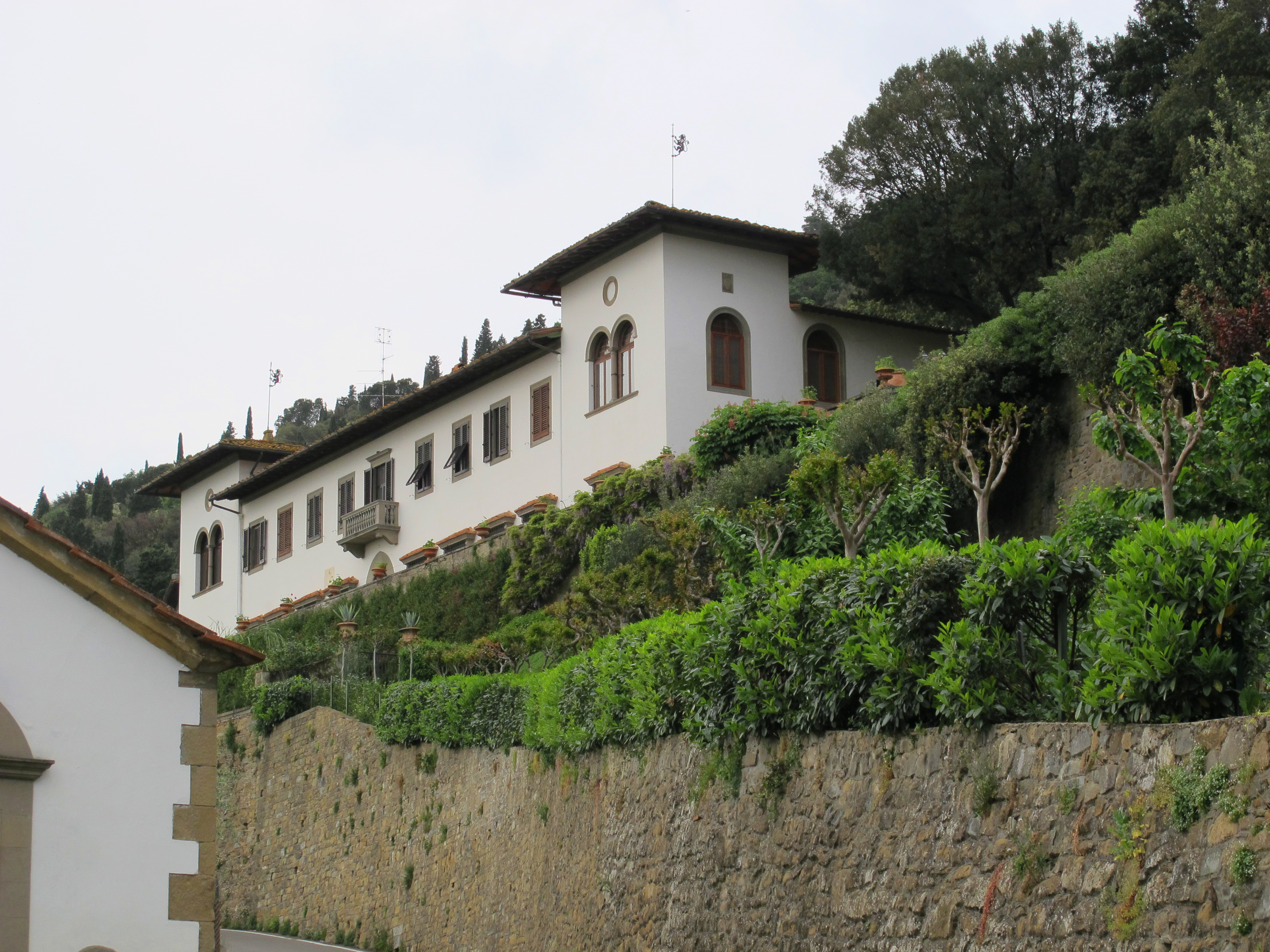
Villa Il Palagio di Maiano

 Villa Il Palagio di Maiano si trova a Fiesole, in via Benedetto da Maiano nella frazione di Maiano.

## Storia
La villa fu anticamente un "palagio" turrito, cioè una costruzione medievale più ampia di una torre ma più piccola di un palazzo/villa rinascimentale, che dominava la via per Fiesole su un'altura sopra il borgo di Maiano. Esistente almeno dall'XI secolo, fu rammentato da Boccaccio nel Ninfale fiesolano: «Pruneo fe' fra dalla chiesa a Maiano / un po' di sopra, un nobil casamento / dond'egli vedea tutto quanto il piano / ed afforzollo d'ogni guernimento».
Brogliolo di Giovanni Tolosini lasciò la proprietà alla moglie Delfina de' Frescobaldi (1457), con il compito di erigere accanto ad essa un tabernacolo con l'immagine di san Michele, davanti al quale si potesse celebrar messa. La donna fece costruire un oratorio e scelse un cappellano, al quale assegnò come dote il podere e la villa. La donazione venne però revocata nel 1488 da papa Innocenzo VII, mentre un'altra donazione di Delfina, di beni per lo Spedale di Santa Maria Nuova, venne invece confermata.
L'oratorio e la villa vennero così concessi alle monache di San Martino a Maiano che, con l'approvazione dello Spedale, nel 1560 li cedettero a Francesco di Stefano Risaliti. A sua volta egli li cedette a Giovan Battista di Giovanni Dei nel 1578 e nel 1590 fu dei Sacchetti, mentre dal 1594 al 1621 dei Della Scala. Nel 1702 fu comprata dal marchese Antonino di Vincenzo Salviati, con i fratelli Averardo, Giovanni e Alamanno. L'ultimo del ramo, il marchese Tommaso, la lasciò poi a Giovan Battista Aiazzi, i cui discendenti tennero la villa per tutto l'Ottocento, dotandola di un folto selvatico, cioè un bosco, fatto di resinose e querce.
Nel 1938 fu acquistata da Salvatore Ferragamo, e ancora oggi appartiene ai discendenti Ferragamo.

## Descrizione
Più volte restaurata e alterata, mantiene ancora oggi, comunque, tracce della primitiva struttura che fu dei Tolosini, tra due massicce torri di difesa, poi usate come colombaie. Davanti alla villa si estende una lunga terrazza, sostenuta da un barbacane, dalla quale si ha una superba veduta su Firenze.
Il complesso comprende anche una cappella, alcune case coloniche, uliveti e grandi boschi alle pendici del Monte Ceceri.